# La Ratification du traité de Münster
La Ratification du traité de Münster est une œuvre de Gerard ter Borch peinte en 1648 et conservée au Rijksmuseum à Amsterdam.

## Description
Cette toile est un très rare exemple de sujet historique dans la peinture hollandaise. Gerard ter Borch eut la chance d'assister à un événement historique en personne, privilège qu'avaient peu de chance de connaître ses confrères artistes. Grand voyageur, il se trouvait à Münster pendant la négociation du traité de Münster, qui officialisait la paix conclue le 30 janvier 1648 à Münster entre le roi d'Espagne et les seigneurs des États généraux des Provinces-Unies. Pour la circonstance, il représente l'ensemble des plénipotentiaires, soit plus 50 personnes. Parmi eux, on retrouve Gaspar de Bracamonte y Guzmán et Antoine Brun.
Le tableau est une huile sur cuivre et mesure 45 × 58 cm. Il est signé en haut à gauche TBorch. F.Monasterij.A.1648.
Le tableau appartient un temps à Hendrik ter Borch à Deventer avant d'être hérité par Bernard Heidentrijk ter Borch. Le 10 septembre 1804, il est acquis par La Roche à la vente de la collection Van Leyden à Paris. Il change ensuite plusieurs fois de main (7 juillet 1817 à la vente de la collection Prince de Talleyrand à Paris, 4 mai 1837 à la vente de la collection Duchesse de Berry à Paris, 18 avril 1868 à la vente de la collection Prince Anatole Demidoff) puis est acquis par le Marquis d'Hertford à Londres. En 1871, il est donné par Richard Wallace à la National Gallery. Depuis 2000, l'œuvre est prêtée au Rijksmuseum.